# إدواردو غارزا ريفاس
إدواردو غارزا ريفاس (بالإسبانية: Eduardo Garza Rivas)‏ هو محامي مكسيكي، ولد في 13 أكتوبر 1933، وتوفي في 24 مايو 2009.